# Conicofrontia bipartita
Conicofrontia bipartita là một loài bướm đêm trong họ Noctuidae.